# 聖格特魯德教堂

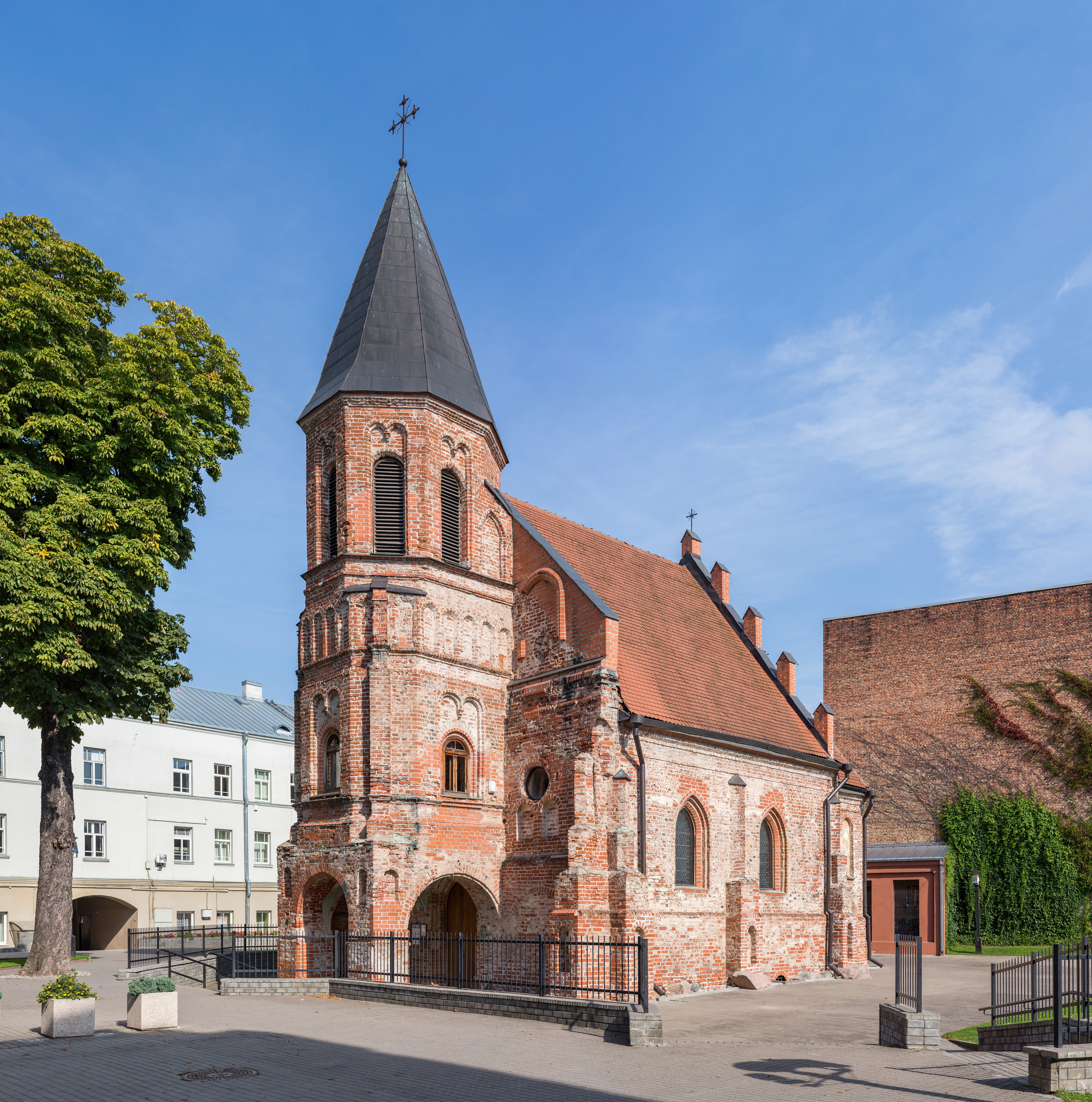
聖格特魯德教堂

聖格特魯德教堂是位於立陶宛城市考納斯的一座教堂，也是立陶宛最早的磚砌哥特式教堂，修建於15世紀。